# فرودگاه شهری لا هونتا
فرودگاه شهری لا هونتا (به انگلیسی: La Junta Municipal Airport) (به زبان بومی: La Junta Army Air Field) یک فرودگاه همگانی بهره‌برداری هوایی است که یک باند فرود آسفالت دارد و طول باند آن ۲۰۸۸ متر است. این فرودگاه در کشور ایالات متحده آمریکا قرار دارد و در ارتفاع ۱۲۸۹ متری از سطح دریا واقع شده است.